# Der Tag, der ist so freudenreich, BWV 605

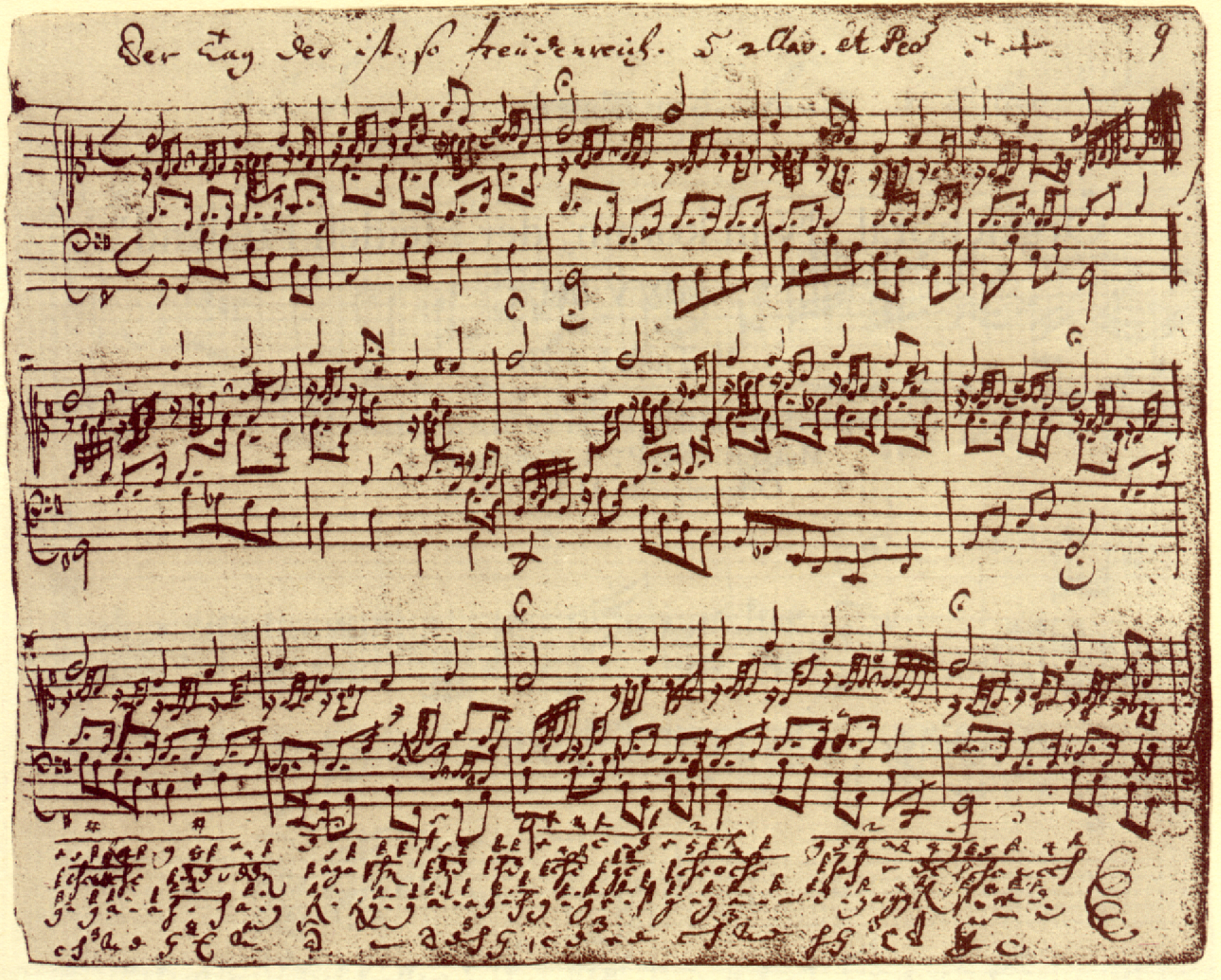
Primera página de Der Tag, der ist so freudenreich, BWV 605.

Der Tag, der ist so freudenreich, BWV 605 (español: Que hermoso está el día) es una pieza de órgano escrita por el músico alemán del barroco Johann Sebastian Bach, en la época que era se desempeñaba como organista en Weimar (1708-1717). Este coral forma parte del Orgelbüchlein (Pequeño libro para órgano) BWV 599-644.

## Historia

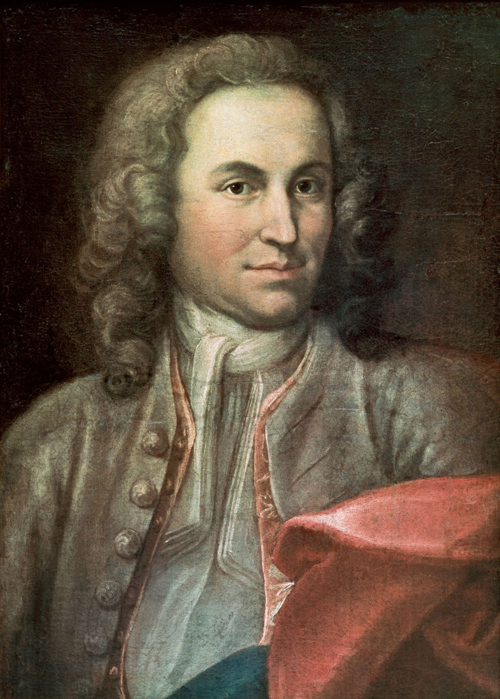
Retrato de Johann Sebastian Bach de 1715.

Como organista en Weimar, Johann Sebastian Bach fue acusado de proporcionar una base armónica para los cantos de coral luterano. Bach escribió muchas de estas armonizaciones, en parte como enseñanza de jóvenes compositores (todavía se utilizan para este fin). Una derivación de esta práctica, se manifiesta en los preludios corales que datan de 1713-1714, en el momento en que conoció los conciertos de Antonio Vivaldi.
Orgelbüchlein, BWV 599-644 contiene preludios corales para iglesia escritos cuando Bach estaba trabajando en Weimar (1708-1717). Alrededor de 1713, Bach comenzó a escribir el Orgelbüchlein, y las primeras parecen ser Her Christ, der ein'ge Gottes-Sohn, BWV 601, In dulci jubilo, BWV 608, Christ ist erstanden, BWV 627, y Heut' triumphieret Gottes Sohn, BWV 630. Estas eran composiciones muy originales, eran corales cortos pero muy expresivos, basados en una melodía coral, con el apoyo del contrapunto refinado, y con la escritura motívico muy condensada.
La tercera parte del Clavier-Übung, publicado en Leipzig en 1739, contiene 21 preludios corales (no todos aparecen en todas las publicaciones), muchos de los cuales son para manuales solamente. Nueve de ellos están destinados para misas, mientras que los otros son para catecismo. Entre los más destacados están Kyrie, Gott heiliger Geist, BWV 671, que consta de cinco voces con la melodía de coral en el pedal. Más complejo es el primero de los dos preludios, Aus tiefer Not schrei ich zu dir, BWV 686, que está en seis partes, incluyendo dos partes de pedal.

## Síntesis del coral
Der Tag, der ist so freudenreich, BWV 605 es un coral corto de Navidad, jubiloso y alegre. La melodía del coral se alterna entre las trompetas y el oboe, con la adhesión de las cornetas. La pieza suele estar acompañada de algún instrumento de percusión, si el órgano está dotada de ella.